# Glacera de la Charpoua
La glacera de la Charpoua se situa al departament francès de l'Alta Savoia, al Massís del Mont Blanc, al sud dels Drus.
Un refugi porta el mateix nom just al sud de la glacera a 2.841 metres d'altitud. És tracta d'una antiga cabana construïda sobre roques a pocs metres de la glacera Charpoua. A la cabina no hi ha electricitat ni l’aigua corrent i tot just cobertura de mòbil. A la nit, l'estada, amb capacitat per a vuit visitants, s'il·lumina amb llums solars que es carreguen durant el dia.
El 31 de juliol de 2014 a les 12 del migdia es va produir una allau de seracs des de la glacera de Charpoua i va provocar la mort de 2 excursionistes que estaven a la ruta de senderisme dels balcons de Mer de Glace. Altres cinc persones presents al mig del passadís en el moment del brot van poder escapar il·leses.